# Сада (Унгария)
Сада (на унгарски: Szada) е село в област Пеща, северна Унгария. Населението му е около 4 900 души (2015).
Разположено е на 252 метра надморска височина в Среднодунавската низина, на 15 километра източно от левия бряг на река Дунав и на 26 километра североизточно от центъра на Будапеща. Най-ранното споменаване на селището е в документ от 1325 година.